# Еріка Дюранс
Еріка Дюранс, (англ. Erica Durance, нар. 21 червня 1978, Калгарі) — канадська акторка та продюсер, кількаразова номінантка на премії Академії наукової фантастики, фентезі та фільмів жахів, «Джеміні», «Лео» та «Вибір тінейджерів». Відома за виконання головних ролей Лоїс Лейн і Алекс Рід у супергеройському телесеріалі «Таємниці Смолвіля» (2004—2011) і медичній драмі «Із надією на порятунок» (2012—2017).
Зіграла епізодичні ролі в телесеріалах «Поклик Тру», «Андромеда» і «Зоряна брама: SG-1». Пізніше отримала другорядну роль в іншому супергеройському телесеріалі «Супердівчина». Знімалася у фільмах «Дім мерців», «Ефект метелика 2», «Я і я граємо весілля».

## Біографія
Народилася в місті Калгарі, що в канадській провінції Альберта, в сім'ї Гейл та Джоела Дюрансів. Виросла на фермі індиків разом зі старшими братом і сестрою в Трі-Гіллс, Альберта, Канада. З дитинства дівчинку готували стати співачкою. Закінчивши середню школу, Дюранс переїхала до Ванкувера в 1999 році.
У Ванкувері акторка розпочала з нескладної роботи, перш ніж перейти до національних і міжнародних рекламних роликів, що відкрило двері для більш значних ролей. Багато років вона продовжувала вчитися акторській майстерності в Єлтаунській акторській студії разом зі своїм тренером і майбутнім чоловіком Девідом Палфі.

### Кар'єра
У 2004 році Еріку запросили на роль Ешлі в телевізійному серіалі «Шоу Кріса Ісаака». У телесеріалі «Поклик Тру» її персонажка була суперницею в конкурсі краси протилежної персонажки Елайзи Душку. На каналі Sci-Fi Channel вона зіграла міжгалактичного бібліотекаря в телесеріалі «Андромеда» і роль любовного інтересу персонажа Тіл'ка в «Зоряна брама: SG-1». Вона також зіграла сестру-персонажа (одну з головних ролей) у канадському шоу «Колектор». Дюранс була обрана як Лоїс Лейн у телесеріалі «Таємниці Смолвіля» на початок 4-го сезону. Виконавча продюсерка Келлі Саудерс так прокоментувала вибір Еріки на цю роль: «Було багато прекрасних актрис, які прийшли на роль, але я пам'ятаю, як сидів і дивився на неї, і все було як: „Це вона. Немає сумнівів“». Продюсер Браян Петерсон додав, що з моменту, як Дюранс була обрана на роль Лейн, вони знали, що саме вона буде грати Лоїс протягом серіалу. Дюранс була частим гостем у 4-му сезоні Смолвіля, потім автори підвищили її статус як періодичний — у 5-му сезоні. Відтоді вона стала постійним персонажем серіалу.
Еріка зізналася, що коли вона росла в Канаді, регулярно читала комікси і бачила всі фільми про Супермена.

## Приватне життя
У 1996—1999 роках була одружена із Веслі Паркером (до 2004 року в титрах зазначалася як Еріка Паркер). У 2001 році почала зустрічатися з канадським актором, письменником та режисером Девідом Пальфі, з яким одружилася 8 січня 2005 року. У лютому 2015 року народила першого сина, у грудні 2016-го — другого. Дюранс із чоловіком, синами та пасинком проживають у Ванкувері, Британська Колумбія.

## Фільмографія
| Рік       |    | Українська назва                      | Оригінальна назва                   | Роль                                    |
| --------- | -- | ------------------------------------- | ----------------------------------- | --------------------------------------- |
| 2021      | тф | Зачарований різдвяний торт            | The Enchanted Christmas Cake        | Гвен                                    |
| 2021      | тф | Відкрито до Різдва                    | Open by Christmas                   |                                         |
| 2019—2020 | с  |                                       | Private Eyes                        | Лорен Кемпбелл (2 епізоди)              |
| 2019      | тф | Різдвяні зірки                        | Christmas Stars                     | Лейла                                   |
| 2019      | с  | Бетвумен                              | Batwoman                            | Лоїс Лейн                               |
| 2017—2019 | с  | Супердівчина                          | Supergirl                           | Алура Зор-Ел / Ноель Нілл (10 епізодів) |
| 2019      | тф | Різдвяне шале                         | The Christmas Chalet                | Грейс                                   |
| 2012—2017 | с  | Із надією на порятунок                | Saving Hope                         | Д-р Алекс Рід (85 епізодів)             |
| 2015      | ф  | Знеболюючі                            | Painkillers                         | Труді                                   |
| 2014      | тф | Таємниця планувальниці весіль         | Wedding Planner Mystery             | Карнегі Кінкейд                         |
| 2012      | с  | 6 кроків жовтого кольору (мінісеріал) | 6 passi nel giallo                  | Анжела і Крістіна Вайлер                |
| 2012      | ф  | Фільм Тім і Ерік на мільярд доларів   | Tim and Eric's Billion Dollar Movie | Паризька офіціантка                     |
| 2012      | с  | Закон Гаррі                           | Harry's Law                         | Енні Білсон                             |
| 2011      | с  | Ангели Чарлі                          | Charlie's Angels                    | Саманта Мастерс                         |
| 2004—2011 | с  | Таємниці Смолвіля                     | Smallville                          | Лоїс Лейн (141 епізод)                  |
| 2010      | ф  | Софі                                  | Sophie                              | Наталія                                 |
| 2009      | тф | Будівля                               | The Building                        | Джулз                                   |
| 2009      | тф | За Шервудським лісом                  | Beyond Sherwood Forest              | Діва Меріан                             |
| 2009      | тф | Остаточний вердикт                    | Final Verdict                       | Меган Вашингтон                         |
| 2007      | тф | Я і я граємо весілля                  | I Me Wed                            | Ізабель                                 |
| 2006      | ф  | Ефект метелика 2                      | The Butterfly Effect 2              | Джулі Міллер                            |
| 2006      | тф | На мілині                             | Stranded                            | Карина                                  |
| 2004      | кф | Міст                                  | The Bridge                          | Емі                                     |
| 2004      | с  | Колекціонер                           | The Collector                       | Рейчел Слейт                            |
| 2004      | с  | Зоряна брама: SG-1                    | Stargate SG-1                       | Кріста Джеймс                           |
| 2004      | с  | Андромеда                             | Andromeda                           | Аміра                                   |
| 2004      | с  | Поклик Тру                            | Tru Calling                         | Анджела Тодд                            |
| 2004      | с  | Шоу Кріса Айзека                      | The Chris Isaak Show                | Ешлі                                    |
| 2003      | тф | Грамерсі-парк, 111                    | 111 Gramercy Park                   | Медді О'Доннел                          |
| 2003      | тф | Диявольські вітри                     | Devil Winds                         | Кара Дженсен                            |
| 2003      | ф  | Дім мерців                            | House of the Dead                   | Джоанна                                 |
| 2002      | ф  | Невимовне                             | The Untold                          | Тара Ноулз                              |
| 2001      | с  | Самотні стрільці                      | The Lone Gunmen)                    | Танцівниця                              |